# Ружейный патрон

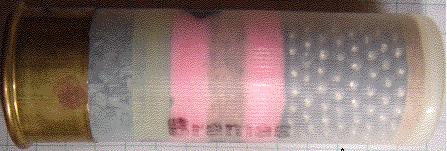
Патрон 12-го калибра в прозрачном пластиковом корпусе.

Ружейный патрон — патрон, предназначенный для использования в ружьях либо ином гладкоствольном оружии.

## Характеристика
Имеют цилиндрическую гильзу из латуни, бумаги или пластмассы, капсюль центрального боя, в качестве поражающего элемента используют специальные пули, дробь или картечь. Как правило, все эти элементы безоболочечные, изготовлены из свинца. Некоторые пули к гладкоствольному оружию способны стабилизироваться в полете. Дробь и картечь имеют низкую эффективную дальность стрельбы — как правило, не более 40-60 метров.
Выпуск опытных партий ружейных патронов с пластмассовой гильзой в СССР начался в середине 1960-х годов (хотя в продажу они поступили позднее, после завершения испытаний в различных климатических условиях и определения оптимального состава пластмасс). Это были цельнолитые пластмассовые гильзы с продольно гофрированной наружной поверхностью и гнездом под капсюль «Жевело», изначально предполагавшие возможность переснаряжения и неоднократного использования. Выпуск пластмассовых пыжей 1 декабря 1967 года освоил Свердловский завод пластмасс.
В конце 1967 года демонстрационный образец ружейного патрона в алюминиевой гильзе представила бельгийская компания FN.
В патронах используются различные прокладки и пыжи для исключения попадания пороха в дробь или высыпания дроби из патрона. Материал прокладок и пыжей -— картон, бумага, войлок, пластик и т. п. Также в патронах используются обтюраторы из полиэтилена и картона для предотвращения прорыва пороховых газов и увеличения тем самым скорости полета снаряда. В современных патронах заводского изготовления в основном используются полиэтиленовые пыж-контейнеры, отлитые как единое целое и состоящие из обтюратора, амортизатора и контейнера, вмещающего дробь или картечь. Данный способ зарядки позволяет немного улучшить кучность выстрела дробью, также позволяет организовать снаряжение патронов на автоматической линии.

## Размеры
| Калибр (число свинцовых шариков в одном фунте) | Диаметр одного шара |
| ---------------------------------------------- | ------------------- |
| 10                                             | 0,78" (19,7 мм)     |
| 12                                             | 0,73" (18,5 мм)     |
| 16                                             | 0,66" (16,8 мм)     |
| 20                                             | 0,62" (15,6 мм)     |
| 28                                             | 0,55" (14,0 мм)     |

Число калибра означает целое количество сферических пуль, которые можно отлить из 1 английского фунта свинца (453,59 г). Пули при этом должны быть сферические, одинаковые по массе и диаметру, который равен внутреннему диаметру ствола в средней его части. Чем больше калибр, тем меньшее количество пуль получается из фунта свинца. Таким образом, 20 калибр меньше 12.
В обозначении калибра патронов как к гладкоствольному оружию, так и нарезному оружию, принято указывать длину гильзы, например: 12/70 — патрон 12 калибра с гильзой длиной 70 мм. Наиболее часто встречающиеся длины гильз: 65, 70, 76 мм (Magnum); наряду с ними встречаются 60 и 89 мм (Super Magnum).
Наибольшее распространение в России имеют охотничьи ружья 12 калибра. Встречаются (в порядке убывания распространённости) 20, 16, 28, 32, .410, 24, причём распространение .410 обусловлено исключительно выпуском карабинов «Сайга» соответствующего калибра.